# Hamitentheorie
Die Hamitentheorie ist eine in mehreren Teilbereichen der Afrikawissenschaften entstandene Theorie, die die Überlegenheit einer in Nordafrika verorteten „hamitischen Rasse“ über die sogenannte „negroide“ Bevölkerung Afrikas postulierte. Begründet wurde diese Theorie im 19. Jahrhundert von dem  englischen Afrikaforscher John Hanning Speke. Karl Richard Lepsius und Carl Meinhof erweiterten die Theorie auf den heute nicht mehr verwendeten Begriff der Hamitischen Sprachen (Ägyptisch, Berberisch, Tschadisch, Kuschitisch, Omotisch).

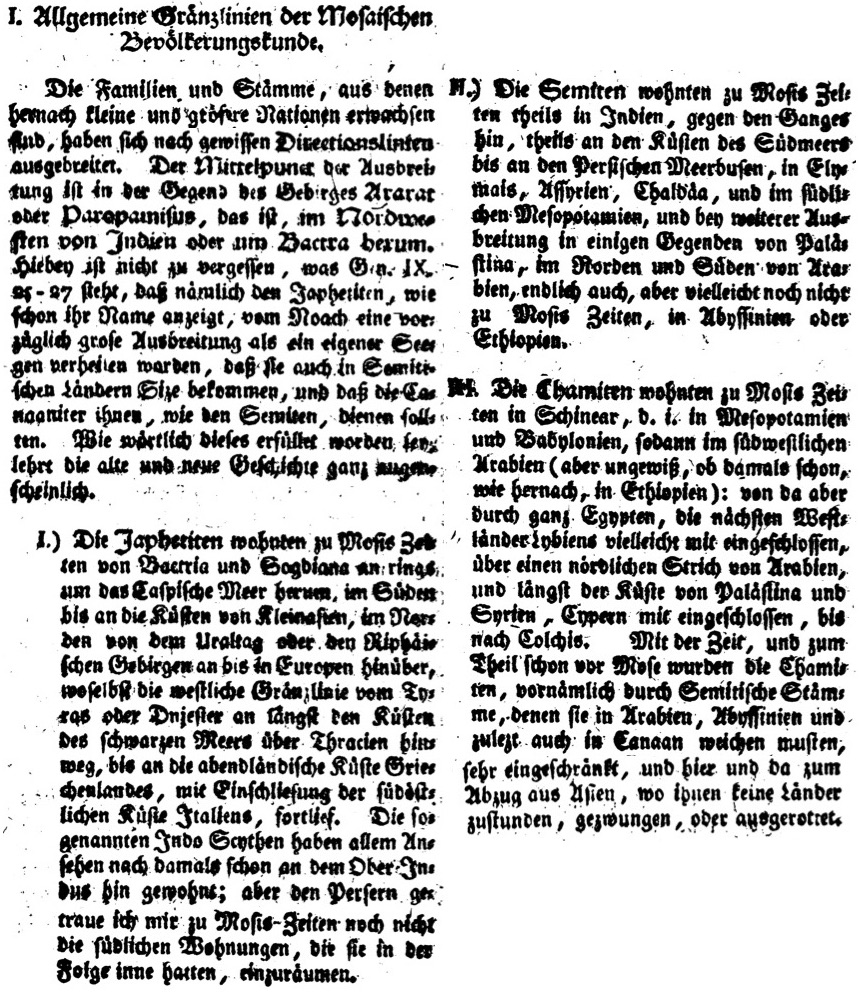
Die erste Darstellung der historischen Ethnologie von der Welt getrennt in der biblischen Völkertafel: Semiten, Hamiten und Japhetiten, 1771, Gatterers Einleitung in die synchronistische Universalhistorie

Der Begriff „hamitisch“ oder „Hamiten“ geht auf die biblische Gestalt Ham zurück und bezieht sich auf Völker, von denen man mit Bezug auf die biblische Völkertafel der Genesis glaubte, dass sie von Ham abstammen. Bis zur Aufklärung wurden damit alle schwarzafrikanischen Ethnien bezeichnet. Erst mit der Hamitentheorie wurde dies nur noch auf die nicht arabisch-semitischen Völker Nordafrikas begrenzt, deren angeblich höheren kulturellen Leistungen man damit auf einen „kaukasischen“ Ursprung zurückführte.
Die Theorien von der Überlegenheit einer hamitischen Rasse werden heutzutage meistens als der Hamitische Mythos bezeichnet, da sie in Deutschland nach der Zeit des Nationalsozialismus völlig in Misskredit geraten sind. In den englischsprachigen Ländern, auch in den USA, waren sie sogar bis zur Bürgerrechtsbewegung der Afroamerikaner noch relativ weit verbreitet. 
In einigen Ländern Afrikas, vor allem in Ruanda, Burundi und umliegenden Ländern, wurde die Hamitentheorie im 20. Jahrhundert als Bestätigung mündlich überlieferter Herrschaftsgeschichte verstanden. In den gewaltsamen Auseinandersetzungen seit 1959 spielte der Mythos eine legitimierende Rolle.
In Russland entstand in den 1920er Jahren ein ideologisches Gegenstück zur sprachwissenschaftlichen Hamitentheorie: die von Nikolai Marr entwickelte Japhetitentheorie, die die europäischen Völker als Nachkommen von Noachs Sohn Japheth deutete und die ebenso dazu diente, eine zivilisatorische Hierarchie der Völker Russlands zu erstellen.

## Ideengeschichtliche Entstehung

### Früher Gebrauch des Begriffs „Hamitisch“
Frühe Interpretationen der Bibel veranlassten viele Gelehrte Europas dazu anzunehmen, dass die gesamte Menschheit auf Noach zurückgeht. Die Bibelverse, die von den Söhnen Noachs sprechen (Gen 9,18-27 ), machen keine Angaben über „rassische“ Unterschiede der Söhne. Noach verflucht Kanaan, Hams Sohn, und sagt, dass dieser samt seiner Nachkommen „Sklave von Sklaven“ sein werde. Hebräische Gelehrte gebrauchten diese Passage, um die israelitische Unterwerfung Kanaans zu rechtfertigen. Diese Gelehrten, die im 6. Jahrhundert n. Chr. wirkten, führten die Idee ein, dass die Söhne Hams schwarze Haut besäßen.
Christliche Gelehrte griffen im Mittelalter diese Idee auf, dass die Söhne Hams durch ihre Sünden „geschwärzt“ seien und bezeichneten damit ihren Hauptfeind, den Islam, als die Religion eines „falschen Propheten“. Nach heutiger Auffassung waren mit den „Arabern“ die Falschen angesprochen, denn die Nachkommen Sems, des Zweitältesten der drei Söhne Noachs, sollten der Überlieferung zufolge die Bewohner des Nordlandes gewesen sein. Die von Sem abgeleitete Klassifizierung Semitisch, welche die islamischen Araber einbezieht, wurde später vom Hamitischen geschieden.

### Ägypter als Nachkommen der Hamiten
Nach der napoleonischen Invasion in Ägypten stieg das Interesse der Europäer an diesem Land erheblich. Mit der Entzifferung der Hieroglyphen und dem schnellen Anwachsen von Wissen über das Alte Ägypten interessierten sich europäische Forscher zunehmend für die Ursprünge der Ägypter und ihre Verbindungen zu anderen Völkern in der unmittelbaren und ferneren Umgebung. Die traditionelle biblische Genealogie verknüpfte die Ägypter mit den anderen Nachkommen Hams, insbesondere den dunkelhäutigeren (kuschitisch-sprachigen) Völkern in Äthiopien.
Theologen studierten das Buch Genesis erneut und kamen zu dem Ergebnis, Hams Kinder seien nicht alle verflucht worden, sondern nur Kanaan. Also seien die anderen Kinder Hams einschließlich Kusch und Mizraim nicht verdammt, sondern zu großen Leistungen in der Lage. Diese Gelehrten identifizierten die Ägypter als Nachkommen von Mizraim.

## Moderne Hamitentheorien
Die europäische und auch die arabische Überlieferung betonen das „Dunkle“ der verfluchten Söhne von Ham. Beide haben dieselbe abrahamitische Wurzel. In der Bezeichnung Afrikas als „der dunkle Kontinent“ wird das Adjektiv (dunkle) Ahnung und Vorurteil, im „Mohren“ wird das Wort für Dunkel zur Projektion des Fremden. Der Begriff Mohr bezog sich ursprünglich nur auf Bewohner des nicht zu Subsahara-Afrika gezählten Nordens des Kontinents. Dass der Mohr als Maure auch Moslem war, ist für die kulturelle Definition eine sekundäre Eigenschaft. Die Hamitentheorie ist die Bestätigung eines abwertend gemeinten Gegensatzes des Eigenen gegenüber dem Konstrukt aus dunkel und fremd, schwarz und fern. Arabische Sklavenhändler und Europäer, die ab 1500 Sklaven nach Amerika brachten, konnten über den Mythos von Ham einen „beklagenswerten Zustand“ der afrikanischen Gesellschaft feststellen und daraus die moralische Akzeptanz der Verschleppung herleiten.

### Hamitentheorie von Speke
Die Aneignung dieser biblischen Welterklärung als Bevölkerungstheorie für Afrika begann mit John Hanning Speke. In seinem Reisebericht von 1863, Die Entdeckung der Nilquellen, wird das Theorieproblem der beginnenden Kolonialzeit bei der Beschreibung der afrikanischen Gesellschaft deutlich. Anstatt wie erwartet auf homogene Volksgruppen zu stoßen, fand Speke im afrikanischen Zwischenseengebiet auf der Suche nach der Nilquelle hierarchisch stark strukturierte Gesellschaften vor. Eine evolutionistische Erklärung hätte bedeutet, den Afrikanern zuzugestehen, sie seien aus ihrer eigenen Geschichte heraus in der Lage gewesen, staatliche Strukturen zu entwickeln. Stattdessen wurde deren Entstehung diffusionistisch erklärt, die sozialen Schichten mussten durch Überlagerung verschiedener Einwanderungswellen entstanden sein. Zugleich wurden soziale Gruppen als „Rassen“ bestimmt.
Die Einteilung der Ethnien nach Sprachen wurde mit der Einteilung nach physiognomischen Merkmalen zusammengefasst, Kulturmerkmale wurden so aus biologischen Eigenschaften abgeleitet. Ruanda ist das bekannteste Beispiel, auf das dieses Erklärungsmodell angewandt wurde. Dass das Modell hier versagte, da die beiden definierten Volksgruppen Hutu und Tutsi derselben Sprache und Kultur angehörten, wurde zur Kolonialzeit nicht wahrgenommen (Näheres zur Bevölkerungsstruktur in Ruanda).
Nach Spekes Theorie sind Tutsi sowie die Herrscherschichten (Hima) der anderen Königreiche zwischen Burundi und dem heutigen Uganda von Norden eingewanderte Viehhirten vom Volk der Galla. (Dieser Begriff für in Äthiopien lebende Oromo gilt heute als abwertend.) Vorgefunden hätten sie Ackerbau treibende Bantuvölker, über die sie zu Herrschern geworden seien. Bei den Herrschern von Buganda (Mutesa I.) und Rumanika, dem Herrscher von Karagwe, einem Teil des Buhaya-Reiches, praktizierte er seine Theorie, um eine Missionierung vorzubereiten. Er erklärte ihnen, sie seien – über christliche Äthiopier zurückzuverfolgen – Nachfahren König Salomos.
Richtig an der Hamitentheorie ist, dass es in Ostafrika Einwanderung von Hirtenvölkern aus dem Norden gab. Warum gerade Nomaden eine staatliche Organisation hätten gründen sollen, erschließt sich dabei nicht. Soziale Differenzierung ergab sich aufgrund wirtschaftlicher Faktoren über einen längeren Zeitraum und nicht durch eine gewaltvolle Überrumpelung.
Speke konnte auf bereits vorhandene Ursprungstraditionen zurückgreifen, die die Herkunft von Rangordnungen regelmäßig mit Einwanderung erklärten. Die Ursprungslegende erklärte Könige, insbesondere Dynastiegründer, sehr häufig zu Fremden oder stattete sie mit körperlichen Defekten aus, da großer Macht oft etwas gefährlich Grausames anhaftet. Das sollte allerdings als Mythos gesehen werden.

### Sprachwissenschaftliche Hamitentheorie
Ab den 1880er Jahren erstrebte man den Beweis der angeblich kulturtragenden Rolle der Hamiten im Gegensatz zu der, als primitiv eingestuften, negroiden Bevölkerung auch durch den Beleg einer hamitischen Sprachfamilie, deren Sprachen sich gegenüber den „Negersprachen“ durch ein „kulturell überlegenes“ Vorhandensein von grammatischem Geschlecht auszeichnen sollten. Entwickelt und verbreitet wurde die hamitische Sprachtheorie von Karl Richard Lepsius und vor allem durch Carl Meinhof. Nachdem die Annahme einer Hamitischen Sprachfamilie durch die Afrikanisten Diedrich Westermann und August Klingenheben in den dreißiger Jahren des 20. Jh. angezweifelt wurde, leitete man die Überlegenheit der Hamiten von da ab vorwiegend aus rein somatischen Merkmalen ab (hellere Hautfarbe, Morphologie). Dennoch bildete das Interesse für Struktur und Verbreitung von Nominalklassensystemen weiterhin und sogar bis heute einen wesentlichen Interessenschwerpunkt der sprachwissenschaftlichen Afrikanistik. Aufgegeben hat man allein die Idee einer genetisch zusammengehörigen Sprachfamilie und verwendete stattdessen die Vorstellung einer unabhängig von gemeinsamem biologischem Ursprung wirkenden zivilisationsbildenen Kraft. Um sich nach der Entkräftung der Hamitischen Sprachfamilie auch begrifflich von der Sprachwissenschaft zu trennen, ordnete man die betreffenden Bevölkerungsgruppen nunmehr auch unter der Bezeichnung „Äthiopide Kontaktrasse“, äthiopid oder negroid-orientalid ein, welche aus einer Vermischung der europiden (vor allem orientaliden und mediterraniden) und der negriden Großrasse entstanden seien.

## Hamitentheorie als Instrument des Kolonialismus
Schon bald wurde die Hamitentheorie zu einem wichtigen ideologischen Instrument der Kolonialpolitik des Deutschen Kaiserreichs in Afrika. Genauso wie das Britische Commonwealth vertraten sie eine Politik der Indirekten Herrschaft, bei dem ein ausgewähltes Volk oder eine bereits etablierte feudale Schicht in der Kolonie eine von der Kolonialpolitik kontrollierte Stellvertretermacht ausüben sollte. Die deutsche Kolonialpolitik vermehrte dieses Prinzip um das Element einer eigens konstruierten Rassentheorie, die das Recht auf Hegemonie der Hamiten über die nichthamitischen Völker wissenschaftlich beweisen sollte.
Im Rahmen dieser Politik wurden zur Ermittlung des „Hamitenstatus“ sowohl sprachwissenschaftliche, als auch rassische und ökonomische Kriterien herangezogen und miteinander kombiniert, wobei es hier und da zu Unstimmigkeiten und entsprechenden erklärenden Kunstgriffen kam.
In Deutsch-Ostafrika wurden z. B. die Massai aufgrund von Körperbau und sprachlichen Merkmalen als genuines Hamitenvolk identifiziert. Diese waren aber zur Errichtung eines Systems indirekter Herrschaft politisch und wirtschaftlich nicht in der Lage, so dass man die Erklärung fand, es handele sich um ein aus Gründen widrigen Schicksals zu Unrecht in einen „niedrigeren Entwicklungsstand zurückgefallenes“ Hamitenvolk. Stattdessen wurden die Swahili als nächsthochstehende Kultur als Herrenvolk betrachtet. Im nördlichen Teil hatten die als hamitisch identifizierten Tutsi früher einmal eine soziale Hegemoniestellung gehabt, diese aber bereits an die Hutu verloren. Hier entschied die Kolonialmacht, den Tutsi wieder zu ihrem ursprünglichen Herrenstatus zu verhelfen. Dieser Prozess begann mit deren Missionierung durch die katholischen Weißen Väter und wurde zunächst von der neuen belgischen Kolonialverwaltung fortgesetzt, nachdem die Deutschen Ruanda nach dem Ersten Weltkrieg an Belgien abgetreten hatten. Erst Mitte der 1950er Jahre wurde eine Bevorzugung der Hutu-Mehrheit eingeleitet.
In der Kolonie Deutsch-Südwestafrika ergaben sich ähnliche Probleme: die aufgrund von Hautfarbe und Grammatik als Hamiten identifizierten Khoikhoi („Hottentotten“ genannt) spielten zahlenmäßig und in Bezug auf Hegemonieerfahrung praktisch keine besondere Rolle, so dass man auf die Ovambo als Herrenvolk auswich.
Weniger Probleme ergaben sich in Kamerun und Togoland, wo mit den Duala und den Ewe relativ leicht als solche identifizierbare Herrenrassen zur Verfügung standen.
In dem Maße, in dem die hierarchischen Rassentheorien komplexer und verwickelter wurden, wurde der Begriff „hamitisch“ von verschiedenen Autoren unterschiedlich benutzt und auf viele verschiedene Gruppen in unterschiedlichen Gegenden Afrikas angewendet: Äthiopier, Berber, Nubier, Massai, Somali, Fulbe und viele andere.

## Hamitentheorie in nachkolonialer Zeit
Der englische Anthropologe und Zytologe John Randal Baker (1900–1984) griff in seinem Buch Race (Oxford University Press, 1974), in dem menschliche Rassen auf dieselbe Weise wie Unterarten von Tieren klassifiziert werden, auf die Hamitentheorie zurück. Dabei führt er die Gründung der altägyptischen Zivilisation auf „europide Äthiopiden“ (heutige Fellachen) zurück und bezeichnet die meisten afrikanischen Herrscher als „äthiopid“.
Heute gewinnen Theorien, die von einer kulturellen Beeinflussung der im Süden Afrikas lebenden Völker durch Gruppen aus dem Norden Afrikas sprechen, wieder an Bedeutung, jedoch unter Vermeidung der disqualifizierten Bezeichnung „Hamiten“. Wichtigste Elemente dieser kulturellen Beeinflussung sind wohl die Rinderzucht mit ihren kulturellen Folgen sowie die Eisenverarbeitung.
Auch in der Afrikanischen Sprachwissenschaft wird die Erforschung der Geschichte von Nominalklassen- und Genussystemen nach wie vor als ein Hauptarbeitsgebiet angesehen. Neu hinzugetreten sind hierbei Fragestellungen aus der Genderforschung. Eine Bezugnahme auf die historische Tradition dieses Forschungsgegenstandes in der Hamitentheorie wird jedoch weitgehend vermieden. Ein Rassenbegriff kommt in dieser Forschung nicht mehr vor, wohl aber ist eine Kompatibilität mit dem Ethniebegriff des neorassistischen Ethnopluralismus gegeben.